# Тягачі М16-М17 Skoda-Daimler
Тягачі М16-М17 Skoda-Daimler 80 hp" виготовлялись для Збройних сил Австро-Угорщини в період Першої світової війни компанією Austro-Daimler, що з липня 1913 була викуплена компанією Škoda.
Тягачі М16/М17 призначались для транспортування 305-мм мортир та 150-мм гаубиць М.14, М.15, причому на платформі тягача розміщувалось до 11 набоїв до них. Повнопривідний тягач (4x4) отримав 4-циліндровий мотор об'ємом 13,5 л, потужністю 82 к.с.. При масі 13,7 т тягач буксирував до 24 т і розвивав швидкість 11,4 км/год. Тягач отримав металеві колеса діаметром 1,5 м при ширині 450 мм з високими ґрунтозачепами. Згодом вони отримали гумові шини. Колеса забезпечували гарну прохідність тягача з вантажем. По різних оцінках було виготовлено 138—1000 тягачів, частину з яких поставляли Рейхверу.
До 1930-х років тягачі використовувались у військах Австрії, Італії, Чехословаччини.
Колеса аналогічної конструкції використав Фердинад Порше при створенні колісного багатоцільового тягача Radschlepper Ost, який виробляла компанія «Škoda» (1942—1944).